# Colinas de Goodman

As colinas de Goodman são um grupo de colinas costeiras de cerca de 18 km de extensão e que se erguem diretamente a sul do Cabo Kinsey, entre a Geleira Paternostro e a Geleira Tomilin, na Antártida.
Foram mapeadas pelo Serviço Geológico dos Estados Unidos (USGS) a partir de levantamento e fotografia aérea da Marinha dos Estados Unidos, 1960-63. Foram designadas com o nome do comandante Kelsey B. Goodman da Marinha dos Estados Unidos, Oficial de Planejamento da equipe do comandante, Força de Apoio Naval Antártica, 1969–72; assistente de Regiões Polares no Escritório do Secretário de Defesa, 1972–74; membro do Advisory Committee on Antarctic Names (Comitê Consultivo para Nomes Antárticos) (US-ACAN), United States Board on Geographic Names, 1973-76.